# Heinrich-Rudolf Ulbricht
Heinrich-Rudolf Ulbricht (* 18. März 1910 in Neustadt an der Orla; † 5. April 1996 in Suhl) war ein deutscher Maler.

## Leben und Werk
Ulbricht war der Sohn eines Dekorationsmalers. Zu seiner Ausbildung und Tätigkeit bis zur Teilnahme am Zweiten Weltkrieg als Soldat der Wehrmacht wurden keine Informationen gefunden. Von 1946 bis 1954 arbeitete er in Neustadt an der Orla als freischaffender Künstler und Kunsterzieher. Dort gehörte er mit Heinrich Kiefer, den beiden Bauhaus-Schülern Dorothea (Doris) Herrmann und Karl Herrmann (1893 –1962) und Gertrud Parusel (* 1903) bis Ende der 1950er Jahre zu einer Gruppe regional wirkender Künstler, die den Namen Die Arnshaugker trugen.
Ulbricht ging dann nach Ost-Berlin, wo er weiter als freischaffender Künstler tätig war. 1990 zog er nach Suhl. Er schuf nun vor allem Aquarelle von Orten der Gegend, u. a. von 1993 bis 1995 im Kloster Veßra.
Ulbricht war Mitglied des Verbands Bildender Künstler der DDR.
Bilder Ulbrichts befinden sich u. a. in der Kunstsammlung der Stadt Neustadt an der Orla.

## Werke (Auswahl)
- Dorfstraße in Ahrenshoop (1952, Öl, 76 × 68 cm; auf der Dritten Deutschen Kunstausstellung)[3]

- Porträt Walter Müller, Schmied, Aktivist und Bestarbeiter der MTS Kospoda (1953, Kreidezeichnung)[4]

## Ausstellungen
- 1952: Bautzen, Görlitz und Zittau („Berliner Künstler“)
- 1953: Dresden, Dritte Deutsche Kunstausstellung
- 1983: Berlin, Bezirkskunstausstellung